# Палац Перені (Виноградів)
Пала́ц Пе́рені — колишній палац баронів Перені. Розташований у південно-східній частині міста Виноградова (Закарпатська область). Пам'ятка архітектури національного значення (№ 176).

## Опис
Вважається одним з найстаріших на Закарпатті споруд такого типу. Будівля досить велика, масивна, прямокутна, двоповерхова. Наріжні чотирикутні вежі мають радше архітектурно-декоративне призначення, ніж оборонне.
Численні реставрації та перебудови надали палацові барокового вигляду, так що тепер ніхто не може сказати, як він виглядав на початках. На фасадній стороні розміщений стильний портал, над ним, на високому фронтоні,— герб баронів Перені. Дах піднесений, бароковий, покритий ґонтом. Стіни палацу товсті, масивні, кімнати порівняно низькі, перекриття склепінчасті. Під будовою просторі склепінчасті підвальні приміщення. Палац розташований серед стародавнього парку, у якому багато красивих і рідкісних дерев. На підході до палацу стоять одноповерхові флігелі.

## Історія

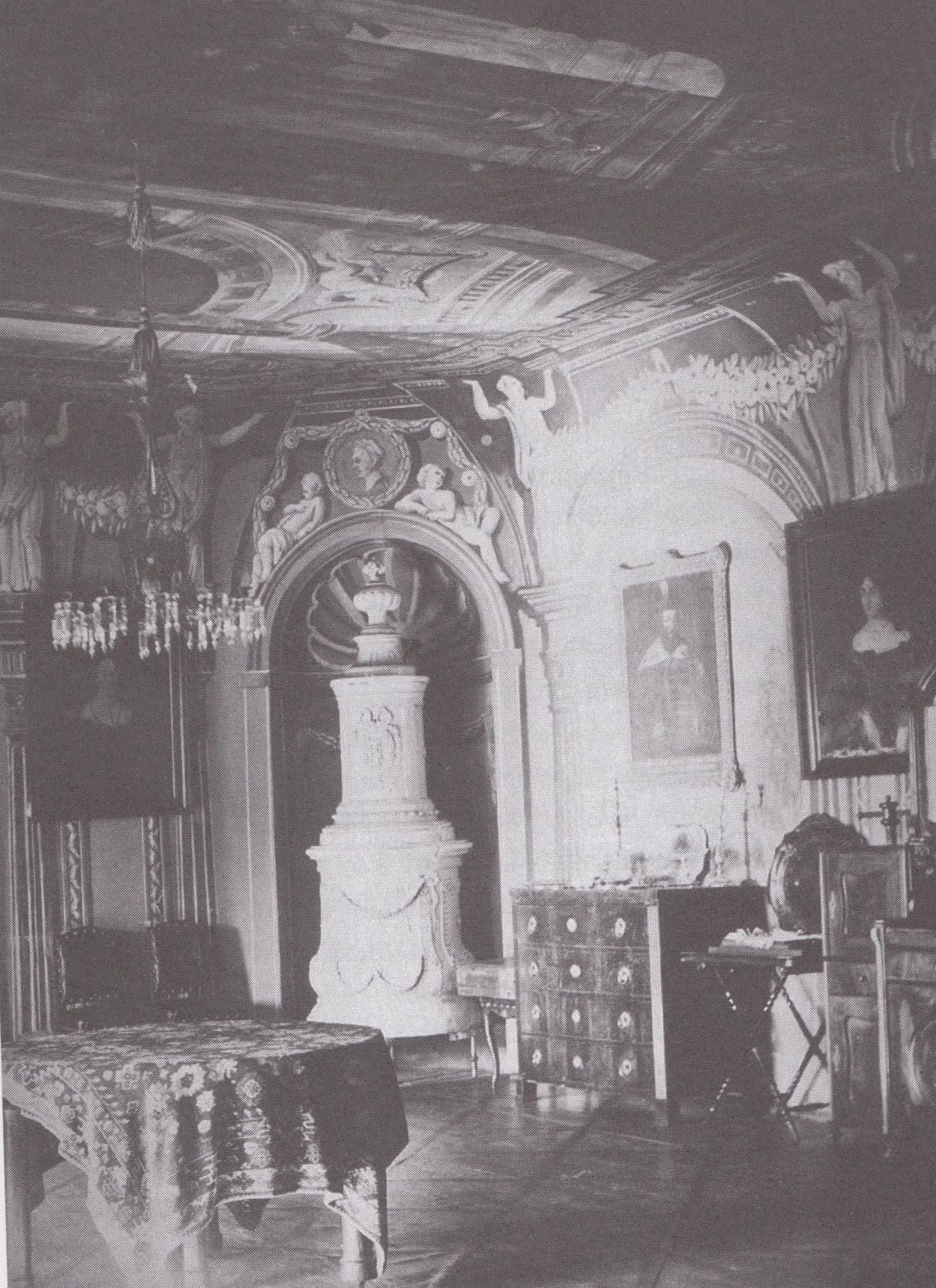
Гостьова зала палацу. Фотографія XIX — першої половини XX століття

Після того як 1557 року королівське військо штурмувало замок, у якому перебував Перені, внаслідок чого замок став непридатним для житла. Для його відновлення треба було багато коштів. Барон вирішив побудувати палац у місті неподалік від замку, щоб у разі небезпеки можна було перейти в більш стратегічно вигідне та безпечне місце. Для цього обрали вже наявний палац, який, за деякими даними, був зведений у XIV столітті. Спочатку він був одноповерховим, а в XVII столітті надбудували другий поверх, вежі на рогах набули красивого завершення, на центральному фасаді ризаліт та герб, фігурні водостоки. Перший поверх використовувався під господарчі потреби, на другому були житлові приміщення та велика зала. В останній розміщувалася фреска з зображенням Агасфера та цариці Естери. У XVIII столітті палац набув свого сучасного вигляду.
16 серпня 1848 року в палаці відбувся арешт його володаря барона Жиґмонда Перені. Про цей інцидент існує народний переказ, згідно з яким барон, востаннє покидаючи палац, дав наказ не зачиняти ворота до його повернення. Попри те, що Жиґмонд Перені більше ніколи не був у палаці, його наказ дотепер дотримується.
Нащадки роду Перені володіли палацом до 1944 року, коли його конфіскувала радянська влада. Після Віденського арбітражу 1938 року прем'єр-міністр Карпатської України Августин Волошин безуспішно намагався обміняти свої маєтності у Словаччині, частина території якої увійшла до складу Угорщини, на палац Перені. У 1950-х роках у палаці сталася пожежа, внаслідок якої знищено плафон великої зали на другому поверсі. 1978 року стався обвал південно-східної вежі, втрачено тамтешній живопис. Наступного року вежу відновили разом з її бароковою підлогою.
Палац має адресу вулиця Копанська, 10. Наразі в ньому розміщено Відділ освіти, молоді та спорту Виноградівської міської ради.

## Галерея

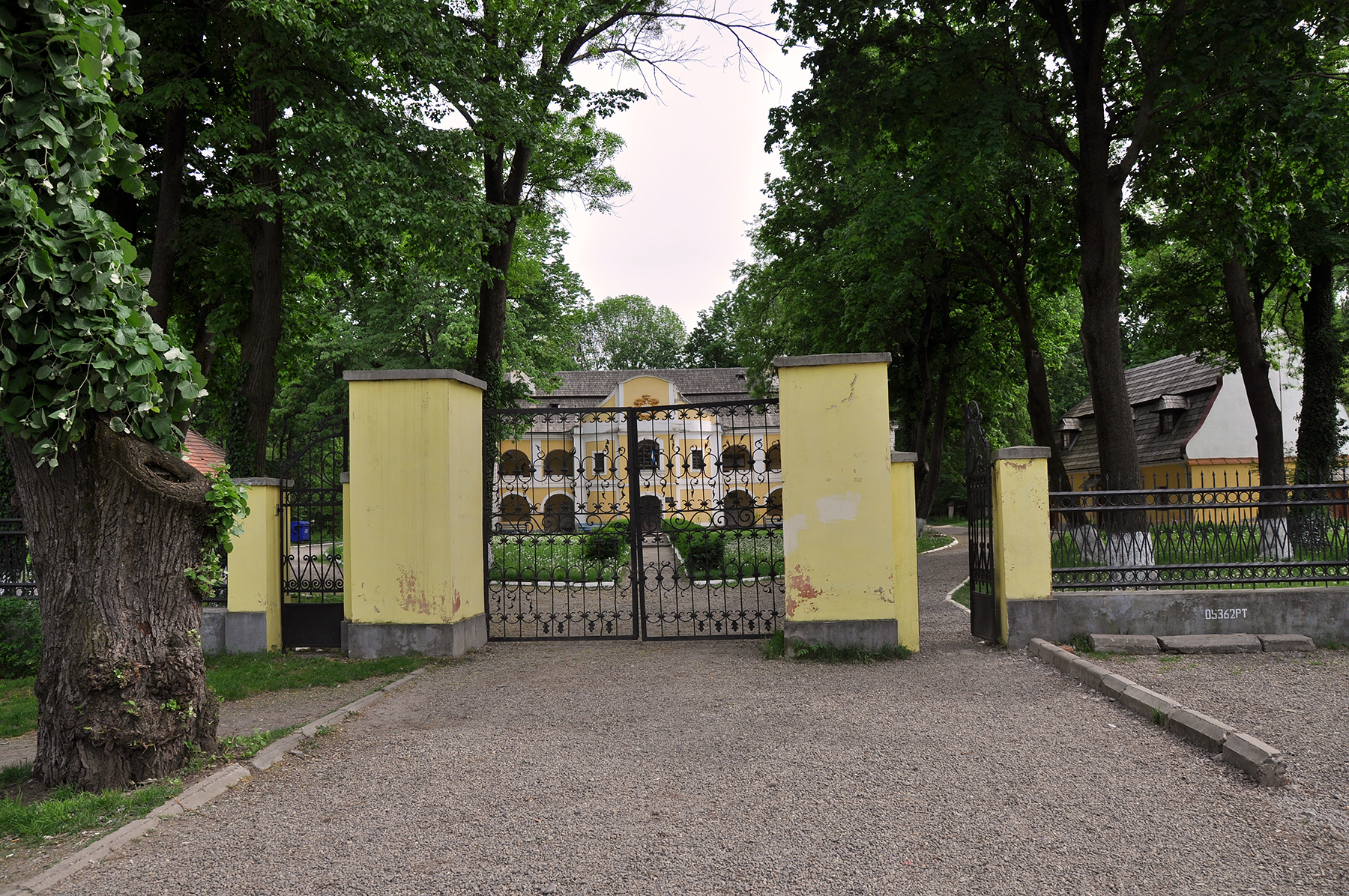
Ворота палацу Перені
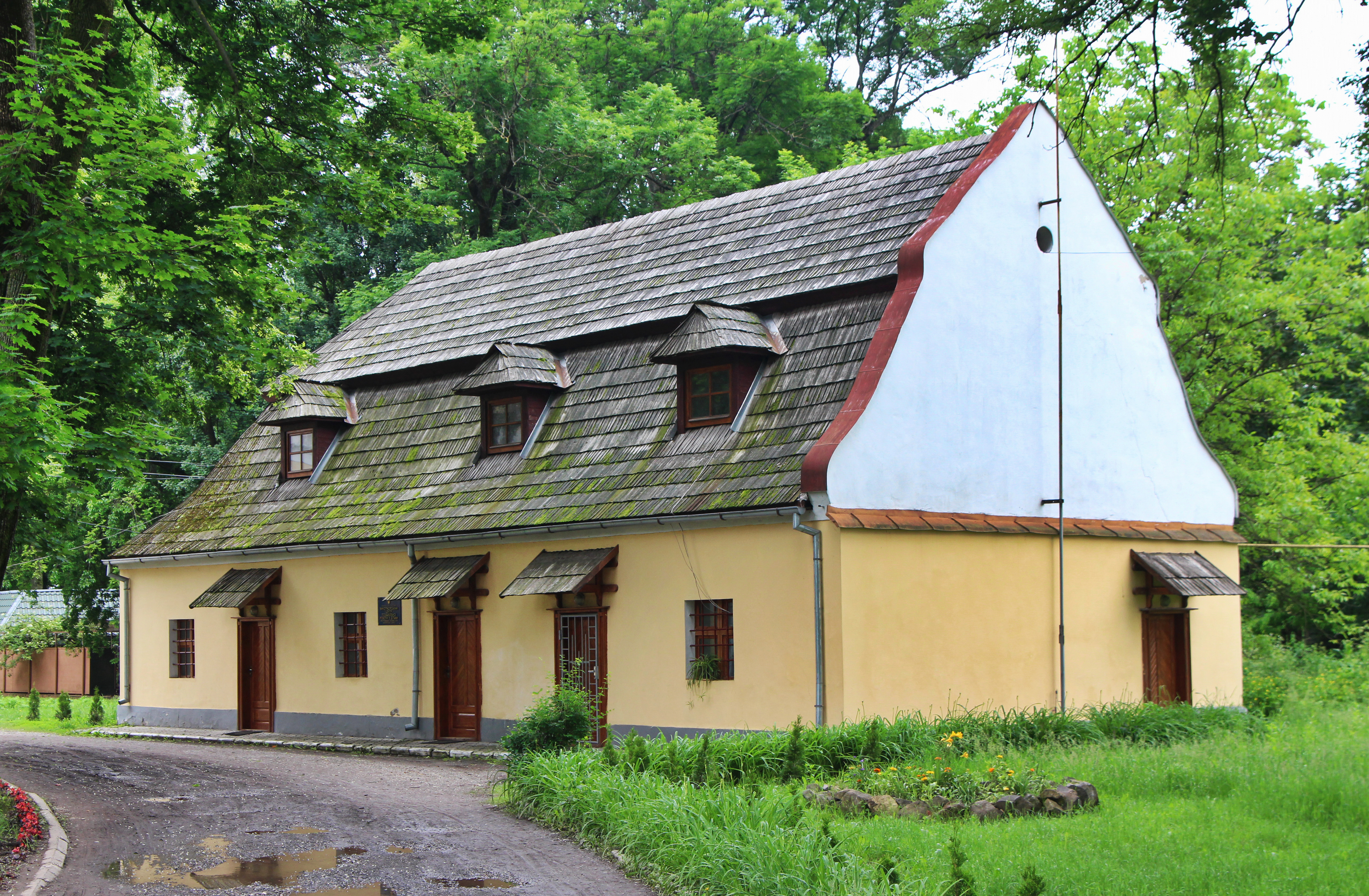
Колишній флігель для прислуги баронів Перені
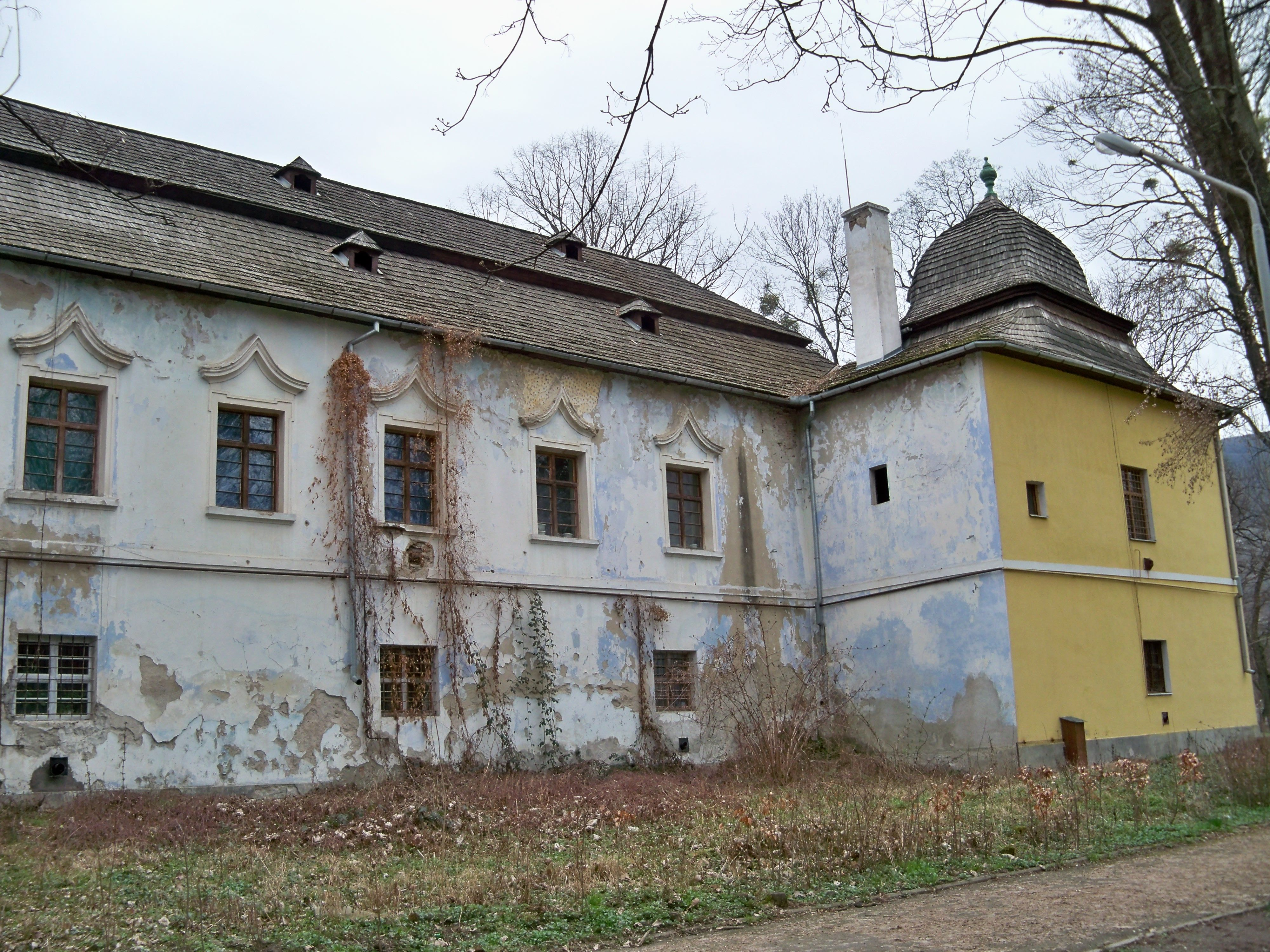
Задній фасад палацу
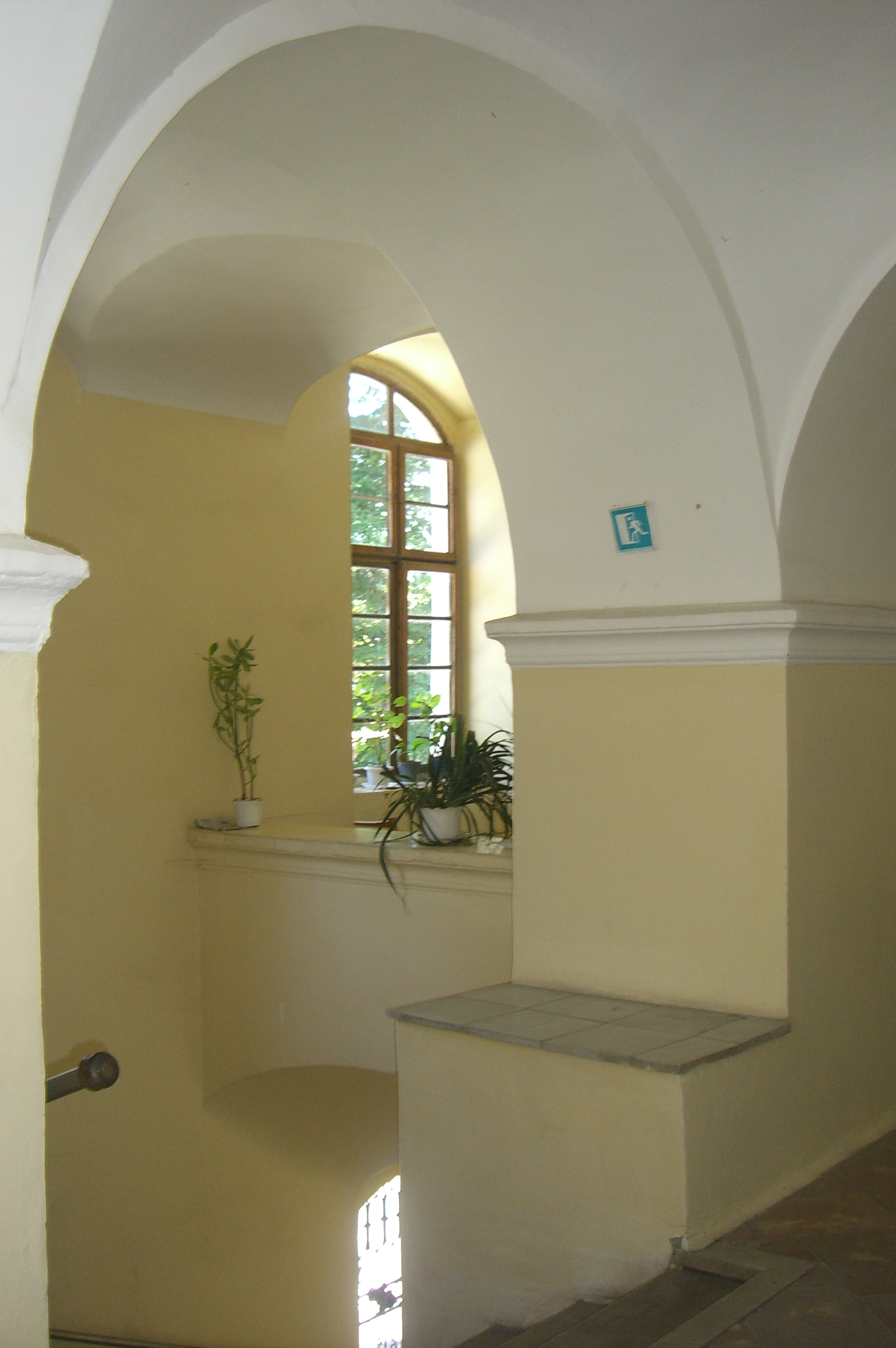
Аркові стіни при сходах всередині палацу